# イギリス式赤道儀

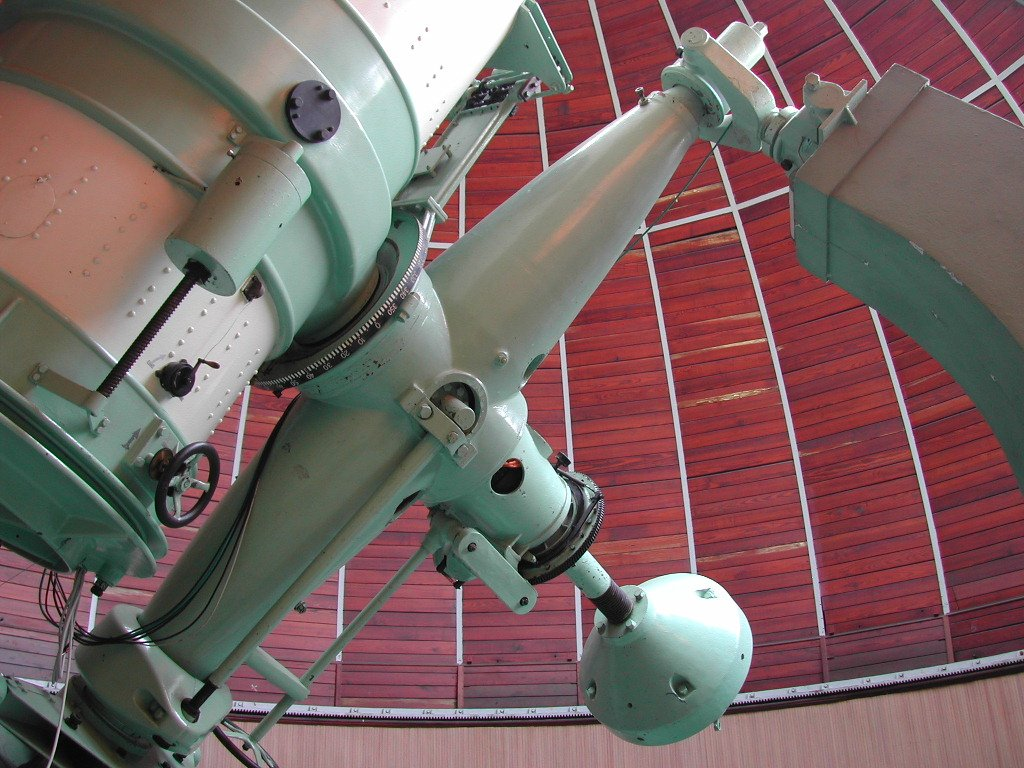
イギリス式赤道儀

イギリス式赤道儀（イギリスしきせきどうぎ）は赤道儀式架台の一種で、ドイツ式赤道儀の極軸方向を延長して2点で極軸を支える方式。低緯度ではドイツ式赤道儀よりも強度面で安定するが、大型となり設置スペースを要するため大型望遠鏡でのみ使われる。日本の国立天文台岡山天体物理観測所の188cm望遠鏡の架台はイギリス式である。